# 須藤和彦
須藤 和彦（すどう かずひこ、1947年 - ）は、千葉県出身の元アマチュア野球選手。ポジションは捕手。

## 来歴・人物
習志野高校ではエース東条徹太（東芝）とバッテリーを組み、1965年夏の甲子園県予選準決勝に進むが、銚子商の木樽正明に完封負け。銚子商は夏の甲子園で準優勝。高校同期に中堅手の谷沢健一、遊撃手の斎藤喜がいた。
1966年に日本大学に進学。東都大学野球リーグでは低迷が続き、1968年春季リーグにはチームが二部リーグに降格するが、1969年春季リーグに一部復帰を果たす。同年は同期のエース佐藤道郎の好投もあって春秋連続優勝を果たし、自身もベストナイン（捕手）に連続選出される。同年の全日本大学野球選手権決勝では、佐藤と東海大の上田二郎が互いに無失点で投げ合う。9回表に谷口剛（住友金属）の決勝本塁打によって敗退するが、今も名勝負として語り伝えられている。同年の第8回アジア野球選手権大会日本代表。他の同期に一塁手の植原修平がいた。
卒業後は日産自動車に進む。1973年の都市対抗に出場、藤田康夫、長谷川勉らとバッテリーを組む。四番打者として2回戦、準々決勝で本塁打を放ち決勝に進出。しかし日本鋼管に投手陣が打ち崩され大敗、準優勝にとどまった。同大会の久慈賞を獲得し、社会人ベストナインにも選出された。同年にイタリアで開催された第1回インターコンチネンタルカップ日本代表となり、プエルトリコを破り優勝している。翌1974年の都市対抗では、1回戦で新日鉄堺の山口高志（松下電器から補強）に完封負けを喫した。